# Ōyama Iwao
Pour les articles homonymes, voir Iwao.
Ōyama Iwao est un nom japonais traditionnel ; le nom de famille (ou le nom d'école), Ōyama, précède donc le prénom (ou le nom d'artiste).
Ōyama Iwao, 1er duc Ōyama (大山 巌) est un prince et maréchal japonais, né le 10 octobre 1842 et mort le 10 décembre 1916. Il combattit durant la guerre russo-japonaise et fut le réorganisateur de l'armée impériale japonaise.

## Études
Né d'une famille de samouraïs du domaine de Satsuma, il était le protégé d'Okubo Toshimichi et de la famille de Saigō Takamori. Il fut contre le pouvoir du Shogunat Tokugawa et travailla à l'instauration de l'Ère Meiji comme commandant de la première brigade détachée pendant la guerre de Boshin et commandant de l'artillerie durant l'Alliance Satcho ; il fut blessé par la guérilla de Sagawa Kanbei. Ayant étudié l'art de l'artillerie, il inventa un fusil moderne appelé Yasukehō.

## Kimigayo
En 1869, John William Fenton, alors instructeur militaire au Japon, fit avec le God save the King la démonstration de l'importance d'un hymne fédérateur. Iwao fit le choix d'un poème qui fut la base du Kimi ga yo, l'hymne officiel du Japon : comme tout bon samouraï, Iwao était versé dans la littérature chinoise et japonaise.

## France
Arrivé en 1870 en France pour faire l'École spéciale militaire de Saint-Cyr, il fut aussi observateur pendant la guerre de 1870, resta encore trois années à Genève et apprit des langues étrangères et surtout le russe. Lorsqu'il fut nommé général, il revint à Paris avec Kawakami Sōroku pour approfondir ses études et, lors de son retour au Japon, participa à l'organisation de l'armée japonaise comme ministre de la guerre et l'entraîna lors de la répression de la rébellion de Satsuma.
Il participa à la préparation de la première guerre sino-japonaise et lorsqu'elle éclata en 1894, il fut le commandant de la 2e armée, combattit  sous Port-Arthur, fit la traversée de la Shantung et captura la forteresse de Weihai. Cette brillante campagne lui permit d'être nommé Marquis et, trois ans plus tard, maréchal.
Lors de la guerre russo-japonaise, il devint commandant-en-chef des forces de Mandchourie et après la victoire japonaise fut élevé à la dignité de prince par l'empereur Meiji.

## Influence politique
Il fut nommé ministre de la Guerre à plusieurs occasions, mais aussi chef d'état-major général. Il était partisan d'un pouvoir autocratique mais était réservé et peu actif politiquement ; il finit sa carrière comme Gardien du sceau privé.

## Famille
L'influence de ses études européennes se fit sentir lorsqu'il fit construire une maison à Tokyo dans un style copiant un château allemand. Son épouse Ōyama Sutematsu avait fait ses études aux États-Unis : envoyée par l'impératrice en 1870, elle fut diplômée du Vassar College en 1882.